# Театр Риволи
Театр Риволи (порт. Teatro Rivoli) — муниципальный драматический театр в городе Порту, в Португалии. Открыт в 1913 году. Здание театра является памятником национального наследия.

## История
Открыт в 1913 году под названием Национальный театр. В 1923 году был перестроен по проекту архитектора Жулиу Жозе ди Бриту и открыт как Театр Риволи с кинозалом и оперной, балетной, театральной и концертной программами. В 1940-е и 1950-е годы, когда театром владела Мария Борхиш, жена главы банка Борхиш-и-Ирманью, он стал одной из достопримечательностей города. Так, ею было установлено в верхней части фасада барельефное панно скульптора Энрике Морейры. В 1960-е Борхиш заболела и переехала в Лиссабон. Театр пришёл в упадок. После её смерти в 1976 году, наследники продали здание. Новым владельцем театра стал Португальский Атлантический банк. В 1989 году городской совет Порту решил выкупить здание и вернуть театр горожанам.
В 1992 году Риволи закрылся на полную реконструкцию по проекту архитектора Педру Рамалью. Существующая площадь в 6000 м² была расширена до более чем 11 000 м², в результате чего были построены второй аудиториум, театральное кафе, репетиционный зал и артистичное фойе, а также помещения для административных и технических служб. 16 октября 1997 года театр вновь распахнул свои двери для зрителей. В 2007—2011 годах художественным руководителем театра был Филипе Ла Ферия. В 2014 году Департамент культуры городского совета Порту окончательно взял на себя ответственность за муниципальные театры Риволи и Кампу-Алегри. В январе 2015 года новым художественным руководителем театра стал Тьягу Гедиш.